# Аеродром Ванкувер
Међународни аеродром Ванкувер у Ванкуверу, (енгл. Vancouver International Airport YVR, CYVR), је Међународни аеродром који се налази на Си Ајланду у Ричмонду, у непосредној близини града, јужно од њега. 
Према подацима управе Аеродрома Ванкувер он је десет година за редом најбољи аеродром у Северној Америци а седамнаести у свету. По броју летова је седамдесети аеродром на свету.

## Галерија
- Торањ
- Поглед са полетно-слетне стазе
- Унутрашњост
- Кућице за децу